# Poblicia
La lex Poblicia o Publicia va ser una antiga llei romana aprovada pel senat a proposta de l'edil Gai Publici Bíbul, l'any 20. Va intentar restablir el rigor de les lleis sumptuàries.